# Lutbert von Langen
Lutbert von Langen (* im 13. Jahrhundert; † 4. September 1326) war Domherr und Domdechant in Münster.

## Leben
Lutbert von Langen entstammte dem westfälischen Adelsgeschlecht von Langen und war der Sohn des Hermann von Langen zu Langen und dessen Gemahlin Jutta von Holte. Sein Bruder Ludolf war von 1311 bis 1335 Domherr in Münster.
Lutbert findet erstmals am 29. Juni 1294 urkundliche Erwähnung als Domherr zu Münster. Die Domdechanei erhielt er im Jahre 1301. Als Domdechant schloss er mit einigen Domkapitularen, darunter Domküster Wikbold von Lohn und Domherr Ekbert von Bentheim, ein Bündnis gegen Bischof Otto, der am 3. Oktober 1306 durch den Kölner Erzbischof Heinrich abgesetzt wurde. Am 15. August 1309 wurde Lutbert durch Bischof Konrad von Berg in den Rat der Regierung des Stifts berufen.
Vom Papst erhielt Lutbert am 7. März 1311 die Erlaubnis, sowohl die Domdechanei als auch die Propstei von St. Martini in Münster gemeinsam zu besitzen. Die Einkünfte daraus überstiegen nicht den Betrag von 50 Mark Silber. Er war auch Archidiakon zu Bocholt und Oelde sowie Besitzer des Offiziums Holthausen.